# Bergsökenfink
Bergsökenfink (Rhodopechys sanguineus) är en fågel i familjen finkar inom ordningen tättingar.

## Utseende

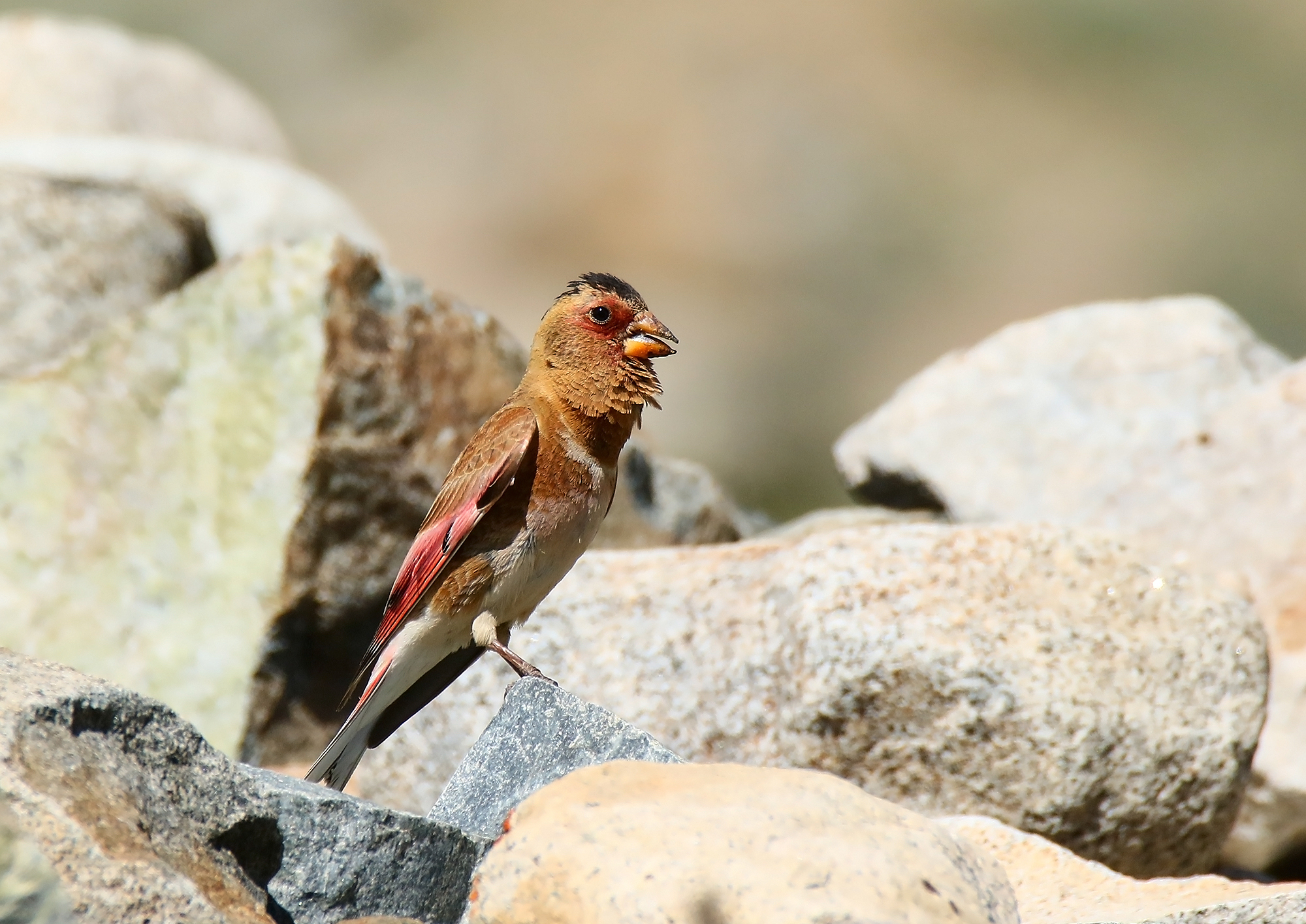
Adult hane.

Bergsökenfinken är en storhövdad bergslevande fink med kraftig gul näbb och kort stjärt men långa vingar, med en kroppslängd på 13–15 centimeter. Karakteristiskt är skärvita ljusa vingfält, skär övergump och svart hjässa. I övrigt är den brun på huvudet, bröst- och kroppssidor och rygg, och vit på buken. Afrikansk bergsökenfink skiljer sig från dito asiatisk genom att vara något större, ha mindre kontrast mellan bruna kroppsidor och vit buk, ljus strupe, grå istället för brun nacke, rödbrun övergump istället för skär samt ofläckade kroppsidor och rygg.

## Utbredning och systematik
Bergsökenfinken delas traditionellt in i två underarter med följande utbredning:
- Rhodopechys sanguineus alienus – förekommer i bergsområden i Marocko och Algeriet
- Rhodopechys sanguineus sanguineus – förekommer i bergsområden från Turkiet till Kaukasus, Iran, norra Afghanistan och norra Pakistan, i söder till Libanon, Syrien och norra Israel[4]

Underarten alienus urskiljs ibland som egen art, "afrikansk bergsökenfink", baserat på studier som visat på konstanta skillnader i både morfologi och läten. Taxonet sanguineus får då det svenska trivialnamnet "asiatisk bergsökenfink".
Taxonet sanguineus har tillfälligt påträffats i Irak samt på Cypern.

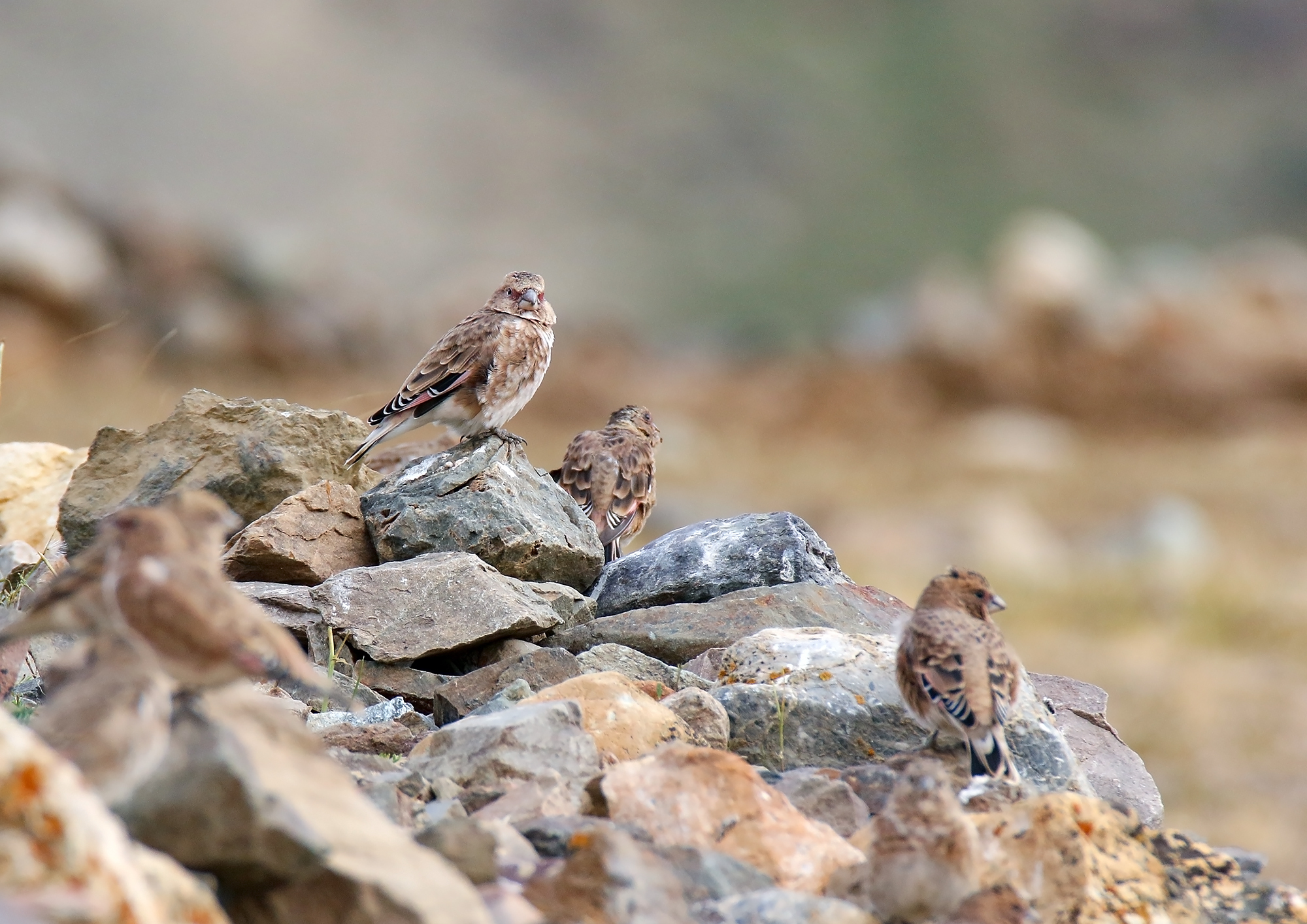
Bergsökenfinken uppträder ofta i mindre flockar.

## Ekologi
Bergsökenfinken häckar som namnet avslöjar i karga bergstrakter, gärna nära klippstup och raviner med mycket lite växtlighet. Den förekommer lokalt på 1 100 meters höjd men oftare 1 700–3 300 meter. Vintertid ses den dock på lägre nivåer.
Bergsökenfinken bygger sitt bo i en klippskreva eller hål. Den är rörlig och skygg, och hämtar föda och vatten långt ifrån boet. Den har sociala vanor och kan bilda små flockar året runt. Fågeln lever av små frön, knoppar och skott, men även insekter.

## Status och hot
Internationella naturvårdsunionen IUCN bedömer hotstatus för alienus och sanguineus var för sig, båda som livskraftiga. De anses båda ha stora utbredningsområden och stabila populationer, och tros inte vara utsatta för något större hot.